# Боннак, Франсуа-Арман д’Юссон
Франсуа-Арман д’Юссон (фр. François-Armand d’Usson; 7 декабря 1716, Константинополь — 1778), маркиз де Боннак (Bonnac) — французский военный и дипломат.

## Биография
Сын Жана-Луи д'Юссона, маркиза де Боннака, и Мадлен-Франсуазы де Гонто-Бирон, внук маршала Франции Шарля-Армана де Бирона.
Поступил на службу прапорщиком в Туреньский пехотный полк 8 мая 1733. Участвовал в осаде Келя, 1 декабря был произведен в лейтенанты. 26 июня 1734, в ходе осады Филиппсбурга получил под командование роту. В следующем году был в деле под Клаузеном.
23 июня 1738, после отставки отца, временно получил наместничество в области Фуа. 1 октября, после смерти своего отца, стал временным губернатором замков Юссон и Керибюс.
С началом войны за Австрийское наследство выступил со своим полком в поход в Богемию в 1741 году. В январе 1742 участвовал в обороне Линца. По условиям капитуляции французы в течение года обязались не поднимать оружие, поэтому кампанию 1742 года маркиз пропустил.
Комиссионом от 6 марта 1743 назначен полковником полка своего имени (позднее полк Виваре). Присоединился к полку в Баварии, откуда вернулся в июле вместе с армией и закончил кампанию в Тионвиле, где его полк стал гарнизоном.
В 1744 году командовал полком в составе Мозельской армии, внес вклад в разгром генерала Надашди на высотах Саверна. Затем присоединился к Рейнской армии, был при осаде Фрайбурга, и провел зиму в Австрийской Швабии под началом маршала Куаньи.
В 1745 году служил в Рейнской армии принца де Конти, который перешел к обороне. В следующем году участвовал в осадах Монса, Шарлеруа, Намюра, в последний вступил со своим полком 6 октября, тем самым закончив кампанию.
Командовал своим полком в битве при Лауфельде 2 июля 1747, ранение, полученное там, стоило ему потери ноги. 27 числа того же месяца маркизу королевским патентом был пожалован чин бригадира. По поводу производства в бригадиры у Боннака произошел небольшой конфликт с графом де Стенвилем, протеже мадам де Помпадур. Стенвиль стал бригадиром в 1746 году, на год раньше Боннака, хотя тот был старше возрастом и считал, что должен быть произведен в следующий чин первым. По этому поводу Боннак 8 августа 1746 принес жалобу госсекретарю по военным делам графу д'Аржансону, в которой написал, что «младший обходит меня» (passer mon cadet avant moi).
25 августа 1749 произведен в лагерные маршалы. Боннак оставил свой полк, и больше не мог продолжать военную службу из-за ранения. В 1750 году стал генеральным наместником Фуа.
11 ноября 1751 был назначен послом в Нидерланды, где оставался до 1756 года. Назначение состоялось, возможно, по протекции мадам де Помпадур. Они с Боннаком находились в родстве через Биронов. 21 июля 1762 удостоился права посещения королевских покоев. 25 июля 1762 произведен в генерал-лейтенанты армий короля. В 1765 году назначен губернатором Бруажа.
Маркиз де Боннак был автором небольшого романа с ключом «Мандарин Кеншифен, китайская история г-на де...» (Le Mandarin Kinchifun, histoire chinoise de M. de...)

## Награды
19 июня (1 июля) 1739 был награжден орденом Святого Андрея Первозванного. Н. Н. Бантыш-Каменский по этому поводу пишет, что Боннаку было «дозволено по прошению его оставшийся по смерти родителя его орден Святого Андрея носить за заслуги помянутого его родителя». Русский посол в Париже князь Кантемир 7 (19) июля надел на него этот орден.
Орденом Святого Александра Невского он был награжден в тот же день, 19 июня 1739, вероятно, по той же причине.
Был кавалером ордена Святого Людовика. Получил его либо в ноябре 1740, в ходе массового пожалования, либо после битвы при Лауфельде.

## Семья
Жена (24.02.1740): Мари Петронилла Луиза Биде де Гранвиль, дочь Жюльена Луи Биде, сеньора де Гранвиля, и Петрониллы Франсуазы Пенсонно, придворная дама Мадам (сестры Людовика XVI Клотильды) в 1770—1775 годах. Представлена королю 15 апреля 1770
Дети:
- N., называемый графом де Доннезан, бригадир драгун (1762), второй полковник полка Шомберга
- Луи-Арман-Матье (1740—1794), маркиз д'Юссон, кавалер ордена Святого Людовика (1771), лагерный маршал (1784). Жена (1771): Констанс Поль Флор Эмили Габриель Ле-Виконт дю Рюмен (1749/1750—1790), дочь Шарля-Ива Ле-Виконта, графа дю Рюмен, и Констанс-Симоны-Флор-Габриели Руо. Придворная дама Мадам (22.05.1771)
- Луиза-Петронилла д'Юссон (ок. 1749—1814). Муж (контракт 20.11.1768): маркиз Жан-Поль д'Ангосс (1732—1798)